# Rajat Kapoor
Rajat Kapoor (ur. w 1961, रजत कपुर) – indyjski aktor i reżyser. Grał w rolach drugoplanowych w cieszących się uznaniem filmach np. Rób swoje! (2001), Monsunowe wesele (2001), Corporate czy Bheja Fry (2007). Wyreżyserował filmy Mixed Doubles i Mithya.

## Filmografia

### Aktor
- Rób swoje! (2001) – wujek Shalini
- Monsunowe wesele (2001) – Tej Puri
- Ek Alag Mausam (2003) – George
- Mudda: The Issue (2003) – Harphool Singh
- Tum (film) (2004) – Vinod Gupta
- Dhadkanein (2005)
- Kisna (2005) – Prince Raghuraj
- Chehraa (2005)
- Mixed Doubles (2006) – Vinod
- Corporate (2006) – Vinay Sehgal
- Yun Hota To Kya Hota (2006) – oficer
- Bombay Skies (2006) – Anand
- Anuranan (2006) – Amit
- Bheja Fry (2007) – Ranjeet Thadani
- Khoya Khoya Chand (2007) – Prem Kumar
- Apna Asmaan (2007) – Dr. Sen
- The Last Days of the Raj (2007, TV) – Muhammed Ali Jinnah
- Dasvidaniya (2008) – Rajiv Jhulka
- Jaane Tu Ya Jaane Na (2008) – Mahesh, ojciec Meghny
- Siddharth: The Prisoner (2009) – Siddharth Roy

### Reżyser
- Tarana (1994)
- Private Detective: Two Plus Two Plus One (1997)
- Hypnothesis (1998)
- Tonight No Show (2000)
- Must Tell Her... That I Love Her (2001)
- Jojo and the Chair (2001)
- Raghu Romeo (2003)
- Mixed Doubles (2006)
- Mithya (2007)

### Scenarzysta
- Private Detective: Two Plus Two Plus One (1997)
- Raghu Romeo (2003)
- Mixed Doubles (2006)
- Mithya (2007)

### Self
- Khayal Gatha (1989)